# Brouwerij Damberd-Facon
Brouwerij Facon is een voormalige brouwerij te Bellegem gelegen in de Kwaburgstraat en was actief tot na 1998. 

## Bieren
- facon pils
- export extra
- blatteux
- scaldienne satcheu
- chateau de ramegnies
- bellegems wit